# Luciana Lamorgese

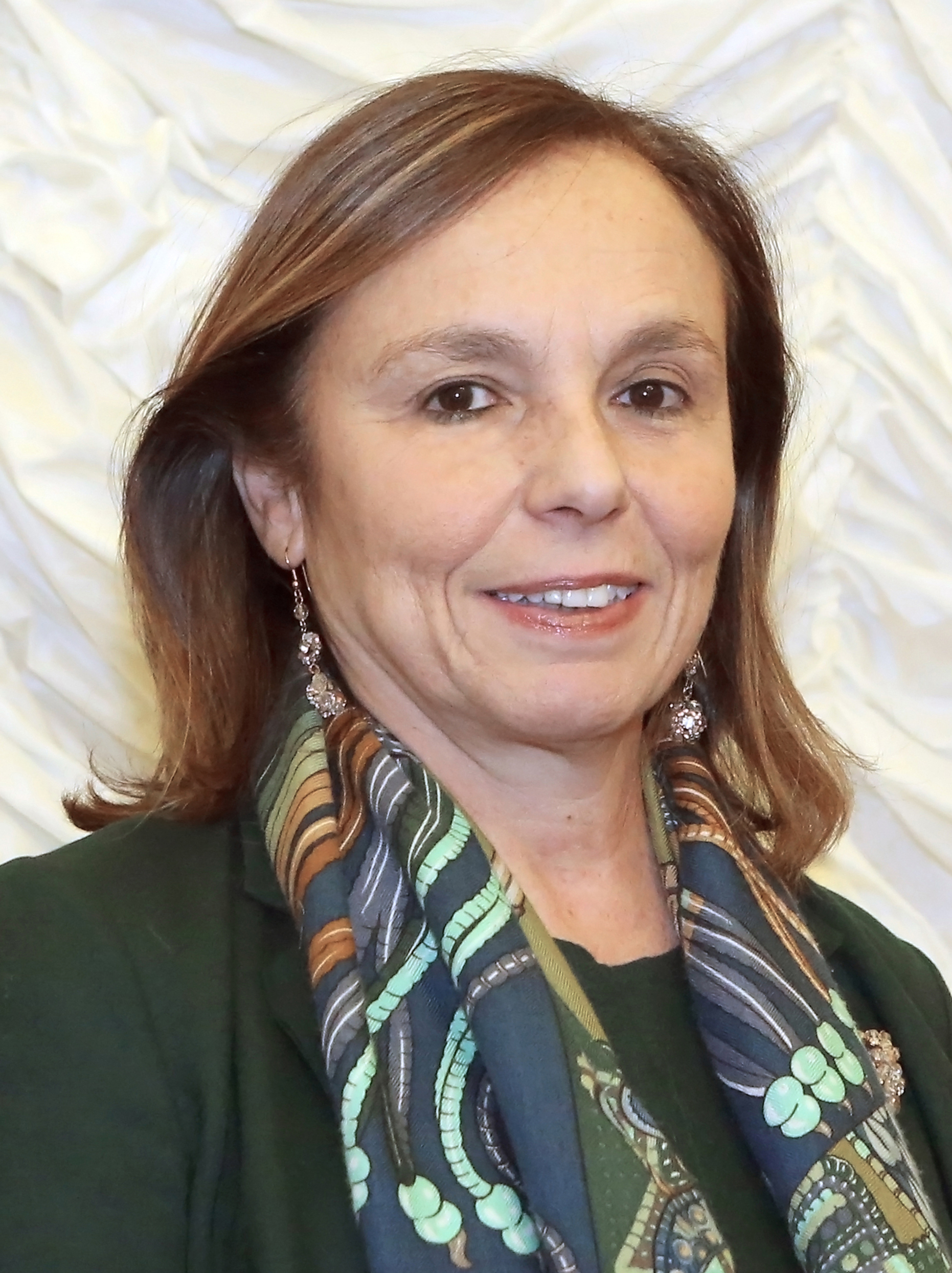
Lamorgese in 2014

Luciana Lamorgese (Potenza, 11 september 1953) is Italiaans bestuurder, prefect en politica. Sinds 5 september 2019 is zij minister van Binnenlandse Zaken in het kabinet-Conte II.

## Biografie
Luciana Lamorgese is geboren in de Italiaanse stad Potenza op 11 september 1953. Ze is cum laude afgestudeerd in de Rechtsgeleerdheid en ze heeft de opleiding tot advocaat afgerond.
Ze werkt sinds 1979 voor het ministerie van Binnenlandse Zaken bij prefectuur van de stad Varese. Eerst werd ze viceprefect-inspecteur in 1989, vervolgens viceprefect in 1994 en prefect in 2003.
Ze was directeur Human Resources van de afdeling Interne en Territoriale Zaken (onderdeel van het ministerie van Binnenlandse Zaken) en ze bekleedde veel functies op de centrale afdelingen van het ministerie.
Van 2010 tot juni 2013 was ze prefect van Venetië. In 2012 werd ze hoofd van de afdeling personeelsbeleid van het civiele overheidspersoneel.
In 2013 is ze door de toenmalige minister van Binnenlandse Zaken Angelino Alfano gevraagd om chef van zijn kabinet te worden, ter vervanging van Giuseppe Procaccini, die op dat moment betrokken was bij de zaak Shalabayeva. Ze is door Marco Minniti, destijds staatssecretaris van Algemene Zaken, in deze functie benoemd.
In 2017 werd ze door Marco Minniti bevorderd tot prefect van Milaan en volgde ze Alessandro Maragoni op die met pensioen was gegaan.
Ze is zelf een maand met pensioen als ze op 13 november 2018 door de Ministerraad van het kabinet Conte-I wordt benoemd tot staatsraad.

### Minister van Binnenlandse Zaken
Sinds 5 september 2019 is zij minister van Binnenlandse Zaken in het kabinet-Conte II; zij is Matteo Salvini opgevolgd. Zij is de derde vrouw in de Italiaanse geschiedenis die de functie van minister van Binnenlandse Zaken bekleedt, na Rosa Russo Iervolino (van 1998 tot 1999 in het kabinet- D’Alema I) en Annamaria Cancellieri, die minister was tussen 2011 en 2013 in het kabinet geleid door Mario Monti). Het is de tweede keer dat een gepensioneerd oud-prefect de functie van minister van Binnenlandse Zaken bekleedt: dit was bij Annamaria Cancellieri ook het geval.
Op 23 september 2019 bereikten Italië en vier andere Europese landen, te weten Duitsland, Frankrijk, Malta en Finland, overeenstemming over een ontwerpovereenkomst met als doel deze voor te leggen aan andere EU-landen. Dit akkoord gaat over hoe om te gaan met de migrantencrisis, en dan met name met de aankomst van migranten per schip. Het akkoord regelt dat de schepen volgens een systeem van vrijwillige roulatie worden ontvangen in de havens van de landen die meedoen. Dit systeem van automatische herverdeling van migranten die in het noordelijk Middellands-Zeegebied worden gered door humanitaire, militaire of commerciële schepen is niet alleen van toepassing op migranten die om humanitaire redenen recht hebben op bescherming, maar op iedereen die asiel vraagt, dus in feite op iedereen die per schip aankomt. De herverdeling (tussen de landen die meedoen) is verplicht en de Staat aan wie een deel van de migranten wordt toegekend, is verantwoordelijk voor de ontvangst, de asielaanvraag en de repatriëring van de migrant als niet aan de voorwaarden wordt voldaan.
In 2019 zijn 262 migranten volgens dit systeem herplaatst, waarvan 172 na 5 september.

## Politieke ambten
Voordat Luciana Lamorgese benoemd werd tot minister van Binnenlandse Zaken had ze nooit een politieke functie bekleed, noch was ze actief geweest voor een politieke partij.
Tijdens haar periode als prefect stond ze achter de opvang van vluchtelingen en nam ze een duidelijke positie in ten aanzien van respect voor fatsoensnormen en tegen illegale huisvesting.
Luciana Lamorgese wordt omschreven als ‘zeer gewaardeerd bij de Italiaanse hulporganisatie Caritas en andere organisaties uit de non-profitsector’. Ze heeft een plan van aanpak geleid voor gemeenten die asielzoekers opnemen en heeft tijdens de eerste ‘vluchtelingencrisis’ in de jaren 2015-2017 een bijdrage geleverd aan de totstandkoming van de eerste hotspots. Om te voorkomen dat de opname van vluchtelingen zich zou beperken tot enkele steden, trok ze een aantal verordeningen in die waren uitgevaardigd door een aantal gemeenten waar de Lega-partij in de meerderheid was, zoals Cologno Monzese, Senago en Trezza sull’Adda. In deze gemeenten konden burgers en instellingen die asielzoekers opnamen een boete kregen.
Tegelijkertijd heeft Lamorgese in de tijd dat ze prefect in Milaan was 127 ontruimingen laten uitvoeren, met name van gebouwen die illegaal bewoond werden door illegale immigranten en drugsverslaafden. De meest spraakmakende ontruimingen waren die van een gebouw aan de Via Cavezzali, waarvan Lamorgese zich herinnert dat de voorbereiding acht maanden duurde, en van een pand op de Via Palmanova 59, in het gebied van de Viale Padova, dat bekend stond om het vele dealen van drugs.
Matteo Salvini maakte bekend dat er tijdens de aanstelling van Lamorgese als prefect in de prefectuur van Milaan 8,7 procent minder strafbare feiten waren gepleegd en gaf haar daarom op de dag dat ze met pensioen ging als dank een oorkonde.

## Privéleven
Lamorgese is de dochter van oud-prefect Italo, is getrouwd en is moeder van twee kinderen.